# حسن‌آباد (اسماعیلی)
حسن‌آباد روستایی در دهستان اسماعیلی بخش اسماعیلی شهرستان جیرفت استان کرمان ایران است.

## جمعیت
بر پایه سرشماری عمومی نفوس و مسکن در سال ۱۳۹۵ جمعیت این مکان ۲۸۸ نفر (۸۲خانوار) بوده‌است.